# Araneus strupifer
Araneus strupifer är en spindelart som först beskrevs av Simon 1886.  Araneus strupifer ingår i släktet Araneus och familjen hjulspindlar. Inga underarter finns listade i Catalogue of Life.